# Sabres
Sabres è un comune francese di 1 304 abitanti situato nel dipartimento delle Landes nella regione della Nuova Aquitania.

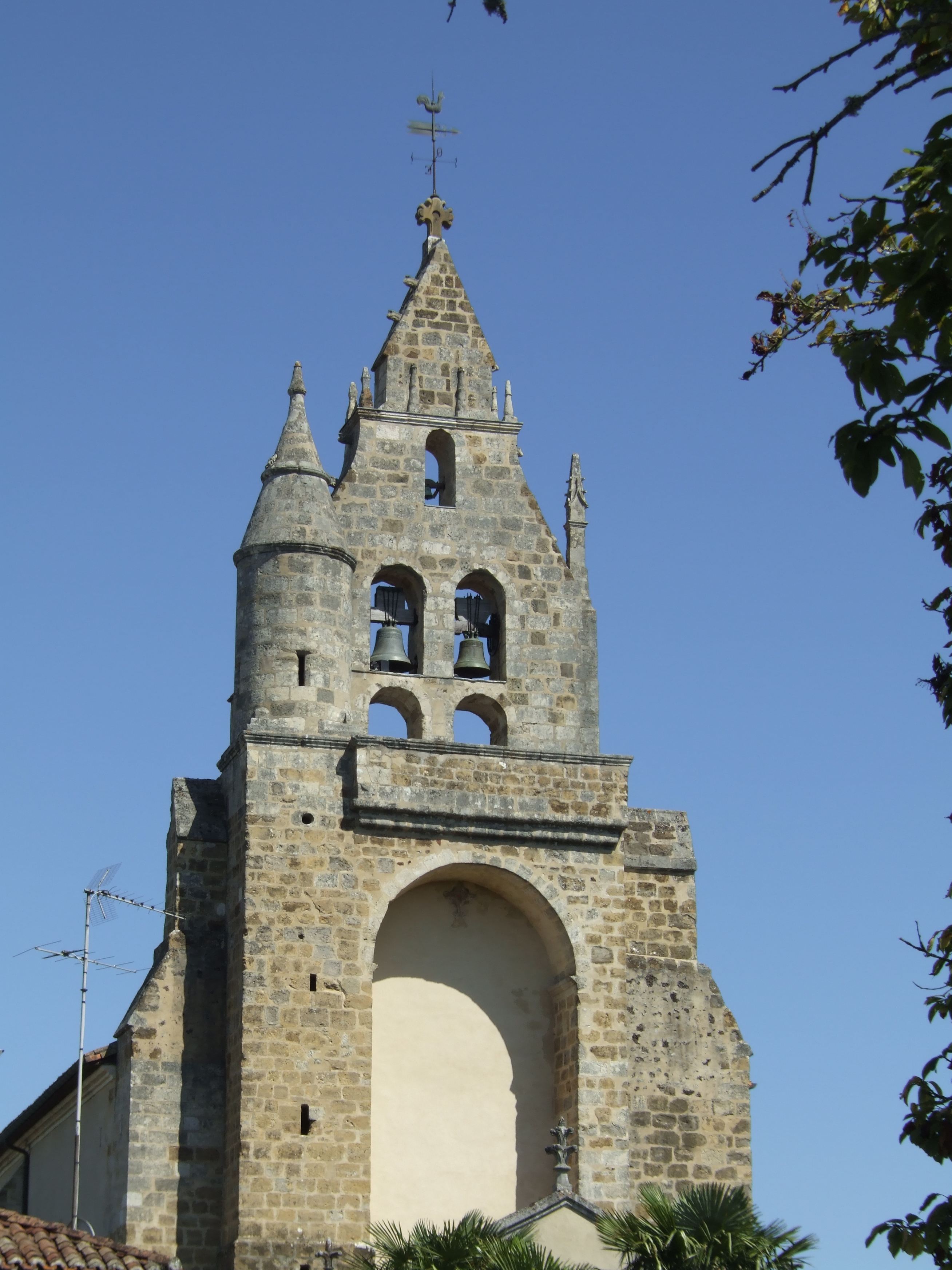
Campanile a vela della chiesa benedettina di Sabres (Landes)

## Società

### Evoluzione demografica
Abitanti censiti